# Campeonato Rondoniense Segunda Divisão 2011
In 2011 werd de zesde editie van het Campeonato Rondoniense Segunda Divisão gespeeld voor voetbalclubs uit de Braziliaanse staat Rondônia. De competitie werd georganiseerd door de FFER en werd gespeeld van 25 september tot 30 oktober. Ji-Paraná werd kampioen. 

## Eindstand
| Plaats | Club             | Wed. | W | G | V | Saldo | Ptn. |
| ------ | ---------------- | ---- | - | - | - | ----- | ---- |
| 1.     | Ji-Paraná        | 6    | 6 | 0 | 0 | 18: 5 | 18   |
| 2.     | União Cacoalense | 6    | 4 | 0 | 2 | 15:5  | 12   |
| 3.     | Real Desportivo  | 6    | 2 | 0 | 4 | 9:10  | 6    |
| 4.     | Pimentense       | 6    | 0 | 0 | 6 | 3:25  | 0    |

|  | Kampioen, promotie |
|  | Promotie           |

## Kampioen
| Campeonato Rondoniense de 2011 - Segunda Divisão |
| Rondônia                                         |
| ------------------------------------------------ |
| JI-PARANÁ Kampioen (1° titel)                    |